# Welsh International 2016
Die Welsh International 2016 im Badminton fanden vom 30. November bis zum 3. Dezember 2016 in Cardiff statt.

## Sieger und Platzierte
| Disziplin    | Gold                                | Silber                         | Bronze                      |
| ------------ | ----------------------------------- | ------------------------------ | --------------------------- |
| Herreneinzel | Pablo Abián                         | Kieran Merrilees               | Vladimir Malkov             |
| Herreneinzel | Pablo Abián                         | Kieran Merrilees               | Kai Schäfer                 |
| Dameneinzel  | Beatriz Corrales                    | Shuo Yun-Sung                  | Fabienne Deprez             |
| Dameneinzel  | Beatriz Corrales                    | Shuo Yun-Sung                  | Sabrina Jaquet              |
| Herrendoppel | Liao Min-chun Su Ching-heng         | Liao Kuan-hao Lu Chia-bin      | Adam Hall Peter Mills       |
| Herrendoppel | Liao Min-chun Su Ching-heng         | Liao Kuan-hao Lu Chia-bin      | Jishnu Sanyal Shivam Sharma |
| Damendoppel  | Anastasia Chervyakova Olga Morozova | Ashwini Ponnappa Siki Reddy    | Sophie Brown Lauren Smith   |
| Damendoppel  | Anastasia Chervyakova Olga Morozova | Ashwini Ponnappa Siki Reddy    | Lim Yin Loo Yap Cheng Wen   |
| Mixed        | Robert Mateusiak Nadieżda Zięba     | Goh Soon Huat Shevon Jemie Lai | Lu Chia-bin Shuo Yun-Sung   |
| Mixed        | Robert Mateusiak Nadieżda Zięba     | Goh Soon Huat Shevon Jemie Lai | Pranav Chopra Siki Reddy    |